# Никонов, Николай Павлович
Николай Павлович Никонов (1925—1944) — Гвардии младший сержант Рабоче-крестьянской Красной Армии, участник Великой Отечественной войны, Герой Советского Союза (1945).

## Биография
Николай Никонов родился в 1925 году в деревне Владычино (ныне — в черте Москвы). После окончания семи классов школы работал в колхозе. В 1943 году Никонов был призван на службу в Рабоче-крестьянскую Красную Армию. С февраля того же года — на фронтах Великой Отечественной войны.
К июлю 1944 года гвардии младший сержант Николай Никонов командовал отделением 40-го гвардейского стрелкового полка 11-й гвардейской стрелковой дивизии 11-й гвардейской армии 3-го Белорусского фронта. Участвовал в сражениях на территории Литовской ССР. 13 июля 1944 года отделение Никонова в числе первых переправилось через Неман в районе Алитуса. Проникнув во вражеский тыл, Никонов добыл важные сведения о противнике и успешно доставил их командованию, что позволило почти без потерь переправиться всему полку. Во время боёв на плацдарме Никонов активно участвовал в отражении двенадцати немецких контратак. 17 июля 1944 года он погиб в бою. Похоронен в посёлке Раджюнай Алитусского района Литвы.
Указом Президиума Верховного Совета СССР от 24 марта 1945 года гвардии младший сержант Николай Никонов посмертно был удостоен высокого звания Героя Советского Союза. Также был награждён орденом Ленина и медалью.